# Before I Change My Mind
Before I Change My Mind es una película dramática de género coming-of-age canadiense de 2022 coescrita y dirigida por Trevor Anderson. Ambientada en 1987, la película está protagonizada por Vaughan Murrae como Robin, una persona no binaria adolescente cuya familia se muda a una pequeña ciudad en Alberta, donde enfrenta los desafíos de adaptarse a un nuevo entorno al hacer amistad con Carter (Dominic Lippa), el bully de la escuela.
Su reparto también incluye a Lacey Oake, Matthew Rankin, Shannon Blanchet, Rohan Khare, Jhztyn Contado, Milana Bochinski, Kaitlyn Haugen, Kristin Johnston, Etta George House, Andrea House, Heather Noel, Ethan Nasr, Joshua Carter, Onika Henry y Desiree Burkett, así como el propio Anderson en un pequeño papel secundario como profesor de música.

## Producción
Before I Change My Mind, el debut cinematográfico de Anderson después de una serie de cortometrajes, fue apoyada antes de la producción tanto por el Foro de Financiamiento del Festival de Cine y Video Inside Out, así como por la lista de 2020 de guiones con temática LGBTQ en desarrollo de GLAAD. Se rodó en y alrededor de Red Deer, Alberta, en 2021.

## Estreno
La película se estrenó el 10 de agosto de 2022 en la 75.ª edición del Festival Internacional de Cine de Locarno, y tiene un estreno previsto para el 16 de septiembre de 2022 en el FIN: Festival Internacional de Cine Atlántico.

## Recepción
IndieWire destacó la película como una de las diez películas imperdibles en Locarno, y escribió que estaba “envuelta de manera convincente en una estética suave y transportadora de los años 1980” y que “parece decidida a enfrentar los desafíos y triunfos del auto-desarrollo con la inquebrantable honestidad de quien los recuerda a ambos”.
Para Screen Anarchy, Martin Kudlac escribió que la película efectivamente subvirtió y actualizó muchos de los tropos y clichés del género adolescente coming-of-age.

## Galardones
En el Festival Internacional de Cine de Calgary, la película fue nombrada como una de las diez finalistas anticipadas de la competencia de artistas canadienses emergentes RBC del festival.